# Greutter-ház (Miskolc)
A Greutter-ház Miskolcon, a Széchenyi utca 68. szám alatt áll. Greutter Antal és József megbízásából épült fel. Az épületet 2009-ben felújították.

## Története
A telek a 19. század elején kettős tulajdonban volt: az északi rész Krausz Józsefé, a déli, Szinvára néző rész Teper Györgyé volt. A mai kétemeletes ház az 1880-as években épült, Greutter Antal és testvére, József volt az építtető. Egy 1930-as forrás már az örökösöket jelölte meg tulajdonosként. Ismert, hogy a testvérpár az 1888-ban épült, és a 2010-es években lebontott Hunyadi utca 26. számú háznak is tulajdonosa volt. Úgy tűnik, hogy a Hunyadi utcai házat megtartották maguknak, a Széchenyi utcait pedig utódaikra hagyták. A Greutter családot Miskolcon az Ausztriából 1846-ban, a Diósgyőri Papírgyárba érkezett idősebb Greutter Antal alapította, aki az akkori gyártulajdonos, Martinyi Sámuel lányát vette feleségül, és bekerült a gyár tulajdonosi körébe. Az ő fia, ifjabb Greutter Antal a Miskolci Kereskedelmi és Gazdasági Bank Rt. igazgatósági tagja és a miskolci képviselő testület tagja volt, ismert virilista. 1918-ban résztvevője volt annak a küldöttségnek, amely meglátogatta a miskolci 10-es honvédeket az erdélyi fronton. Testvérével, Józseffel közösen több ingatlant birtokoltak a városban. A Greutter család történetéhez tartozik még, hogy ifjabb Greutter Antal alapította a 19–20. század fordulóján az Avason a Greutter-kertet, amolyan kis arborétumot (a későbbi alapítású avasi arborétum mellett).

## Leírása
A kétemeletes, alápincézett, kellemes arányokkal rendelkező épület megőrizte építéskori arculatát. Főutcai homlokzata háromtengelyes (2+2+2), szimmetrikus kialakítású. A két földszinti üzletportál és a később beépített kapubejáró kosáríves záródású, a fal erőteljes kváderezéssel díszített. Az egykori kapu fölötti erkélyt ismeretlen okból és időben, de minden bizonnyal a felújítás után elbontották, pedig a ház fontos dísze volt. Atlasz-figurás konzolok tartották, az erkélyrács kiemelkedően szép kivitelű kovácsoltvas munka volt, miként a fönt, fej fölötti magasságban elhelyezett és különlegességnek számító pergola is. A földszinti kváderezés az épület szélén és az ablakpárok közötti lizénákban folytatódnak. A ház emeleti nyílászárói egyenes záródásúak. Az első emeleti ablakok fölött timpanonokat helyeztek el, középmezejükben kagyló és sás motívumokkal, a második emeleti ablakoki fölött hangsúlyos, egyenes szemöldökpárkány van. Az első emeleti két szélső ablakpár alatt baluszteres sordísz látható. Az emeleteket optikailag elválasztó osztópárkányok egybeesnek az ablakok könyöklőpárkányával. A második emeleti ablakok fölött látványos, fejekkel és gyümölcsfüzérekkel díszített fríz húzódik teljes szélességben, efölött pedig fogrovatos, sűrűn elhelyezett kis konzolos koronázópárkány helyezkedik el. 1978–80-ban, a Corvin és a Szentpáli utcák összekapcsolása, illetve a szomszédos ún. híd-ház megépítése miatt a Greutter-ház keleti nyúlványépületének nagy részét le kellett bontani. Ennek következtében a ház udvari része keletről és délről megnyílt, szabadon láthatóvá vált, ami a 2009-es felújítás ellenére is rendezetlen, félbehagyott látványt kelt.
Az épület Széchenyi utcai oldalán az üzlethelyiségekben egy optikus és egy fodrászat működik, illetve az üzletté átalakított kapubejáró helyén ékszerész üzlet van. A ház egykori udvari részeiben is számos üzlet, illetve vállalkozás foglal helyet: képkeretező, menyasszonyiruha-kölcsönző, zálogos, kisvendéglő, fordítóiroda stb., lakás talán egy sincs benne.

## Képek

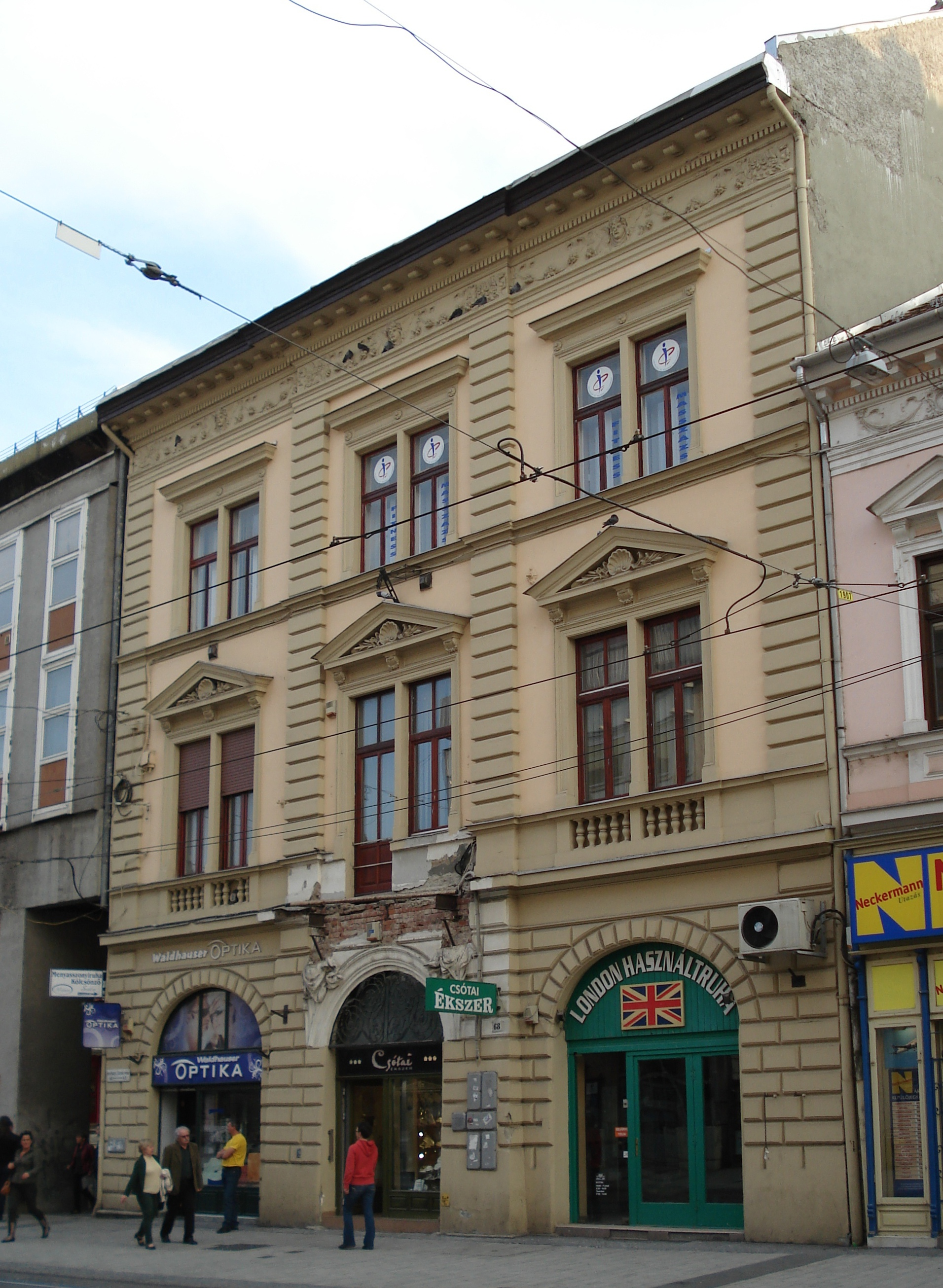
Greutter-ház a Széchenyi utcán
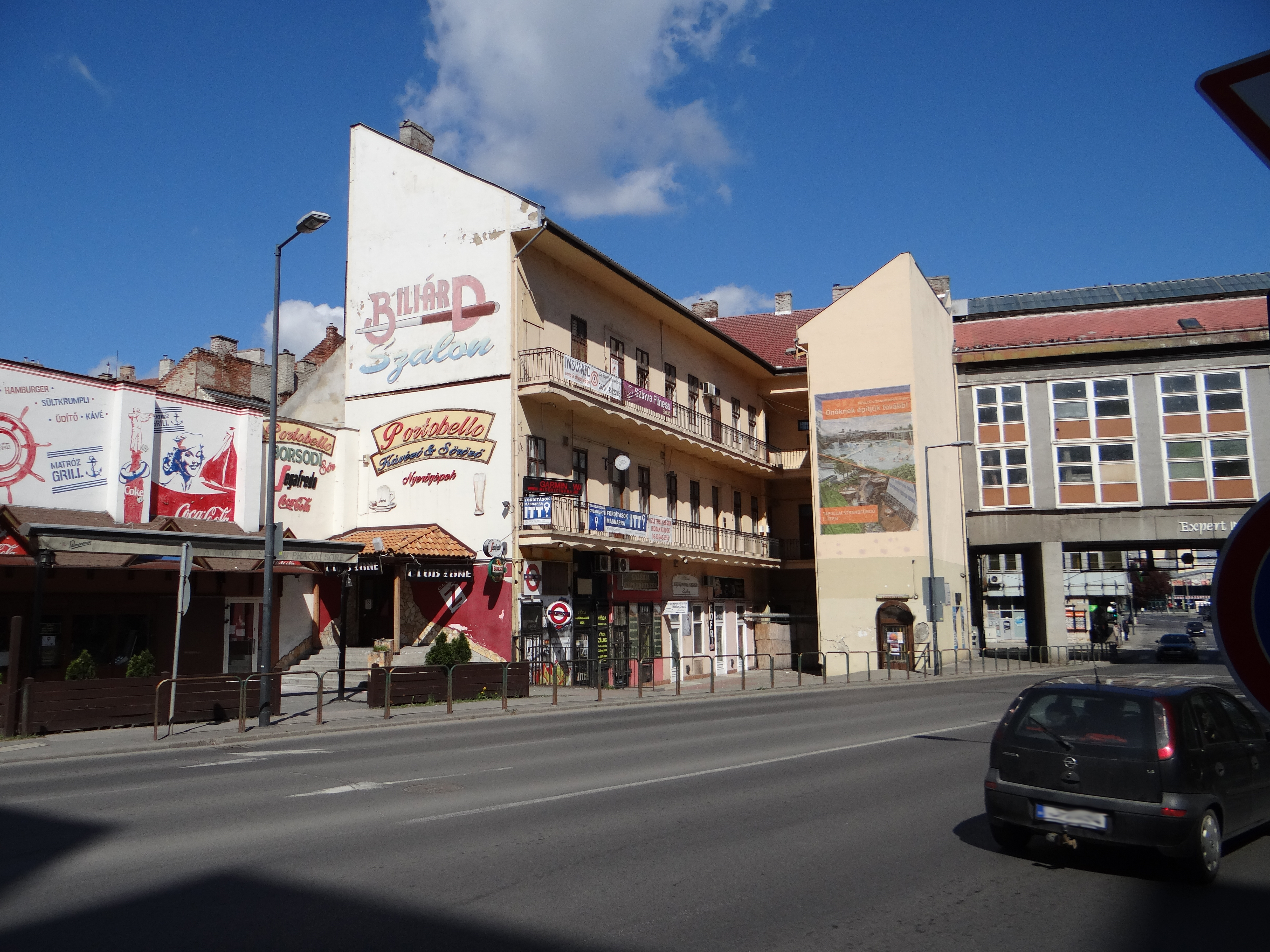
Látvány délkeletről
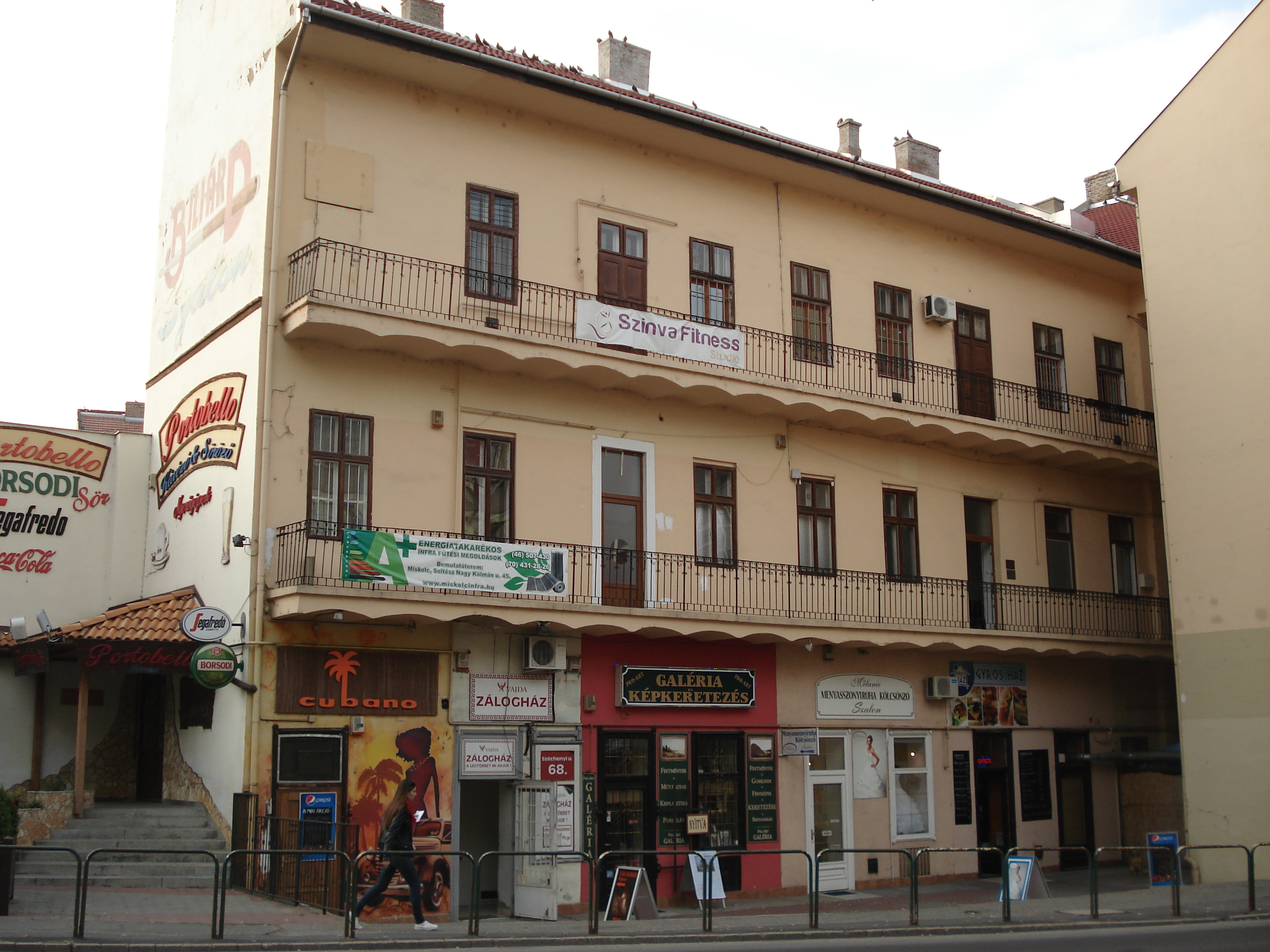
A ház „udvari” része
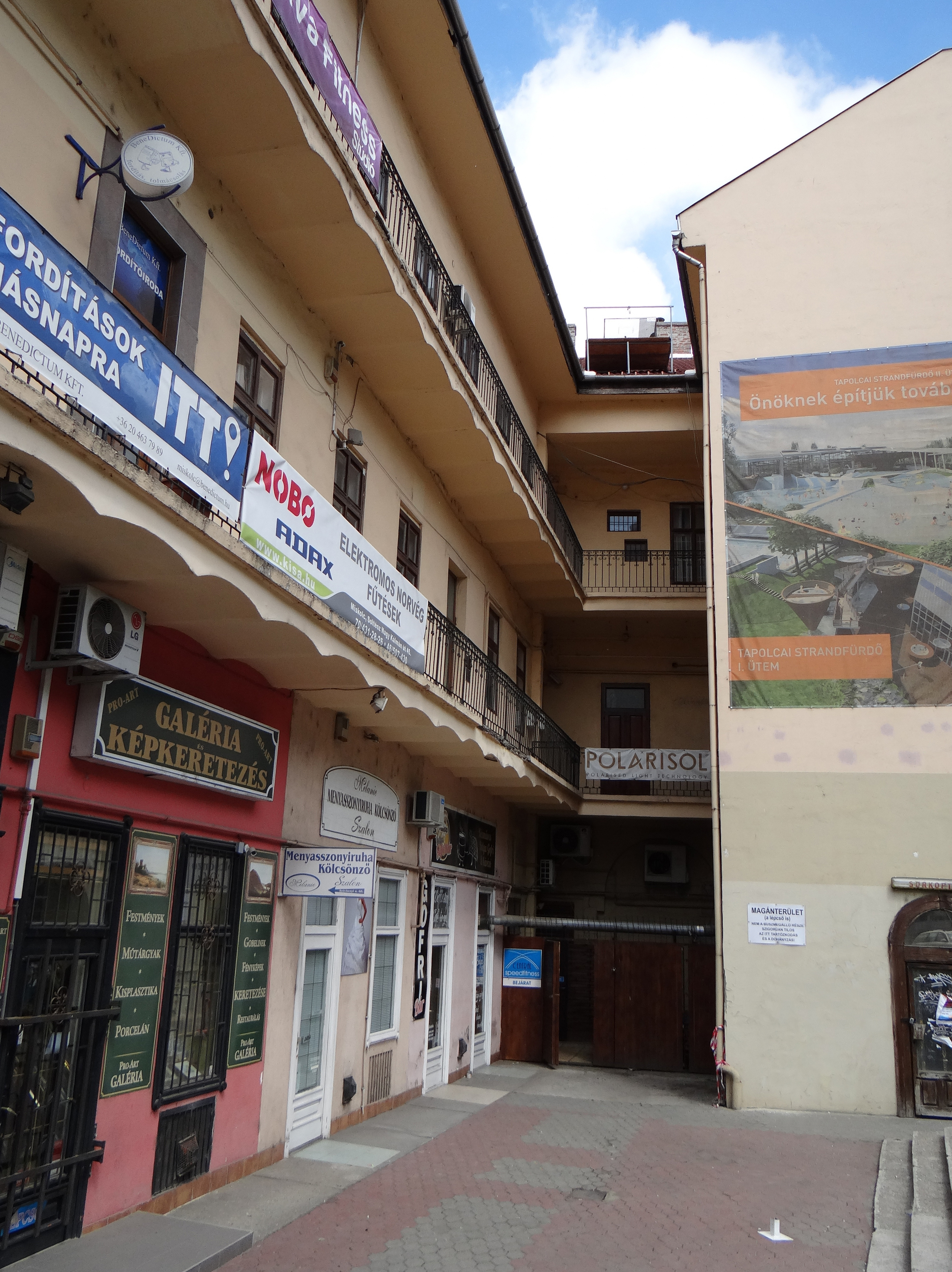
Boltok a nyitottá vált udvaron